# Гёула (река, впадает в Далс-фьорд)
Гёула (норв. Gaula) — река в фюльке Вестланд в Норвегии, протекает по коммунам Гёулар и Фёрде. Длина — 73,35 км, площадь бассейна — 631,18 км² (также указываются округлённые значения — 70 км и 630 км²).
Берёт своё начало в двух долинах, Хёукдален и Эльдаль. Потоки из них впадают в озеро Виксдаль, из которого вытекает уже одна река Гёула. Высота истока — более 928 м над уровнем моря.
Протекает река несколько небольших озёр, по течению расположен ряд водопадов. Впадает в Далс-фьорд Норвежского моря.
Богата лососем.

## Галерея

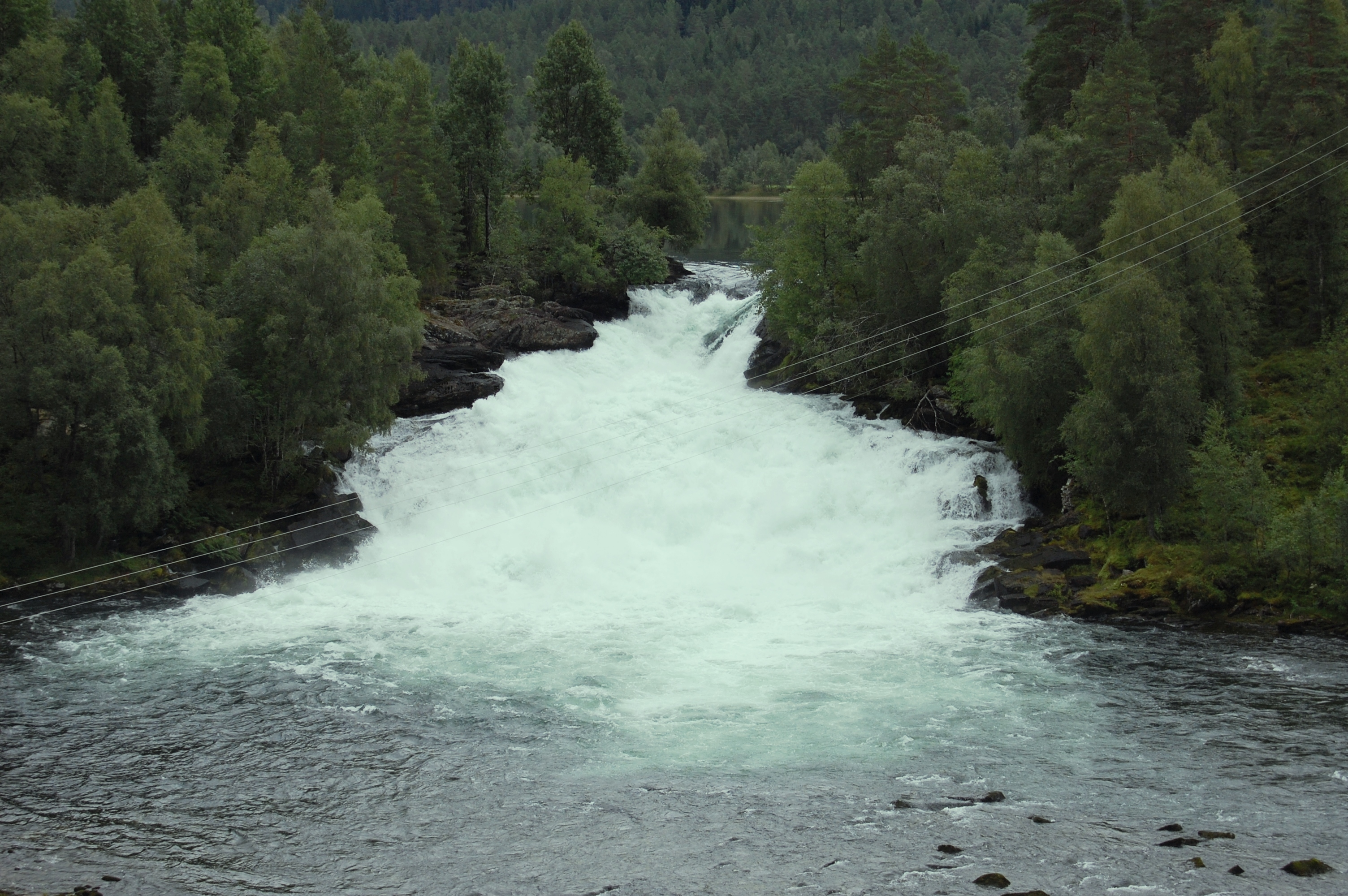
Водопад Фоссфоссен
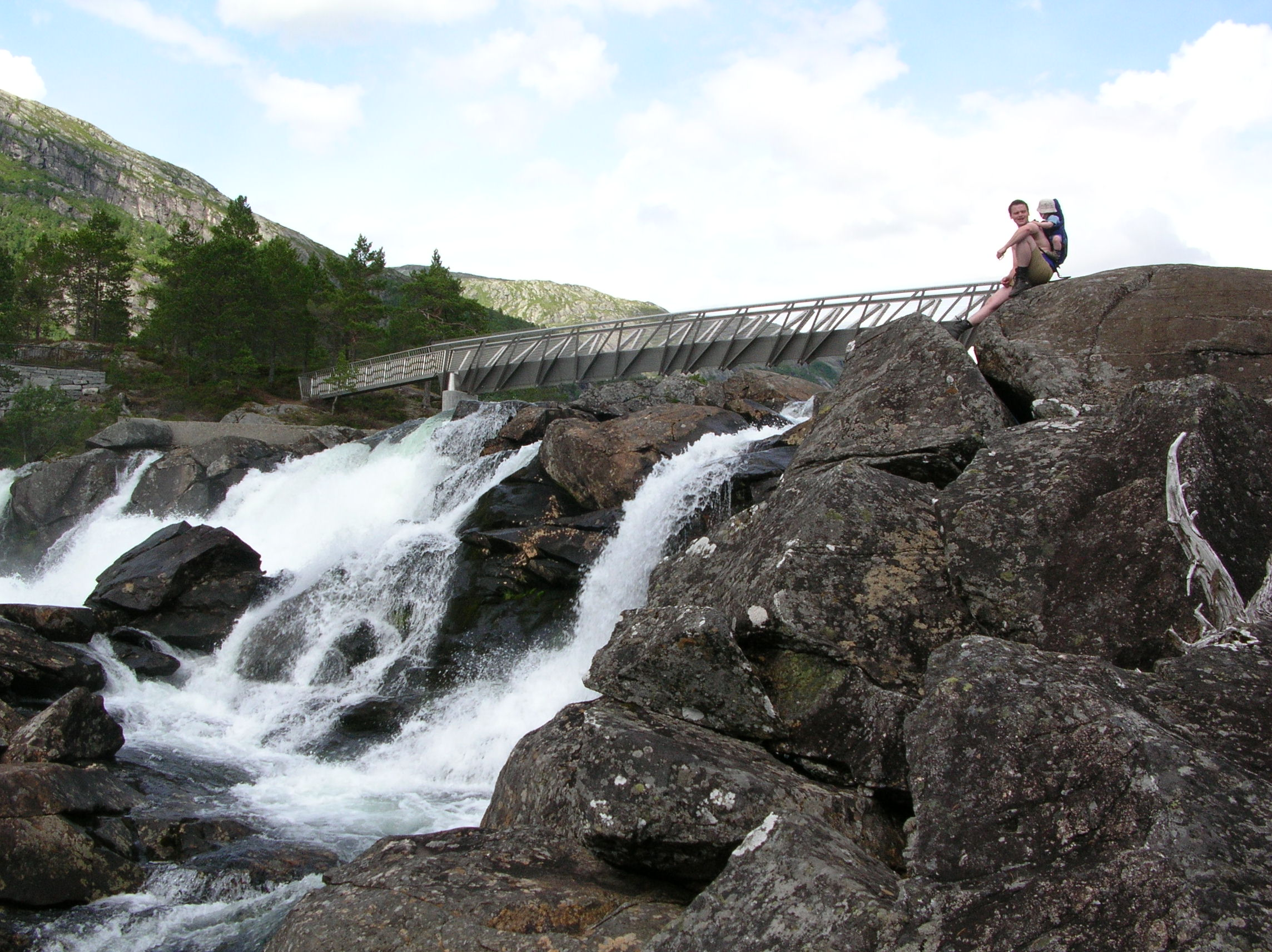
Водопад Ликхолефоссен
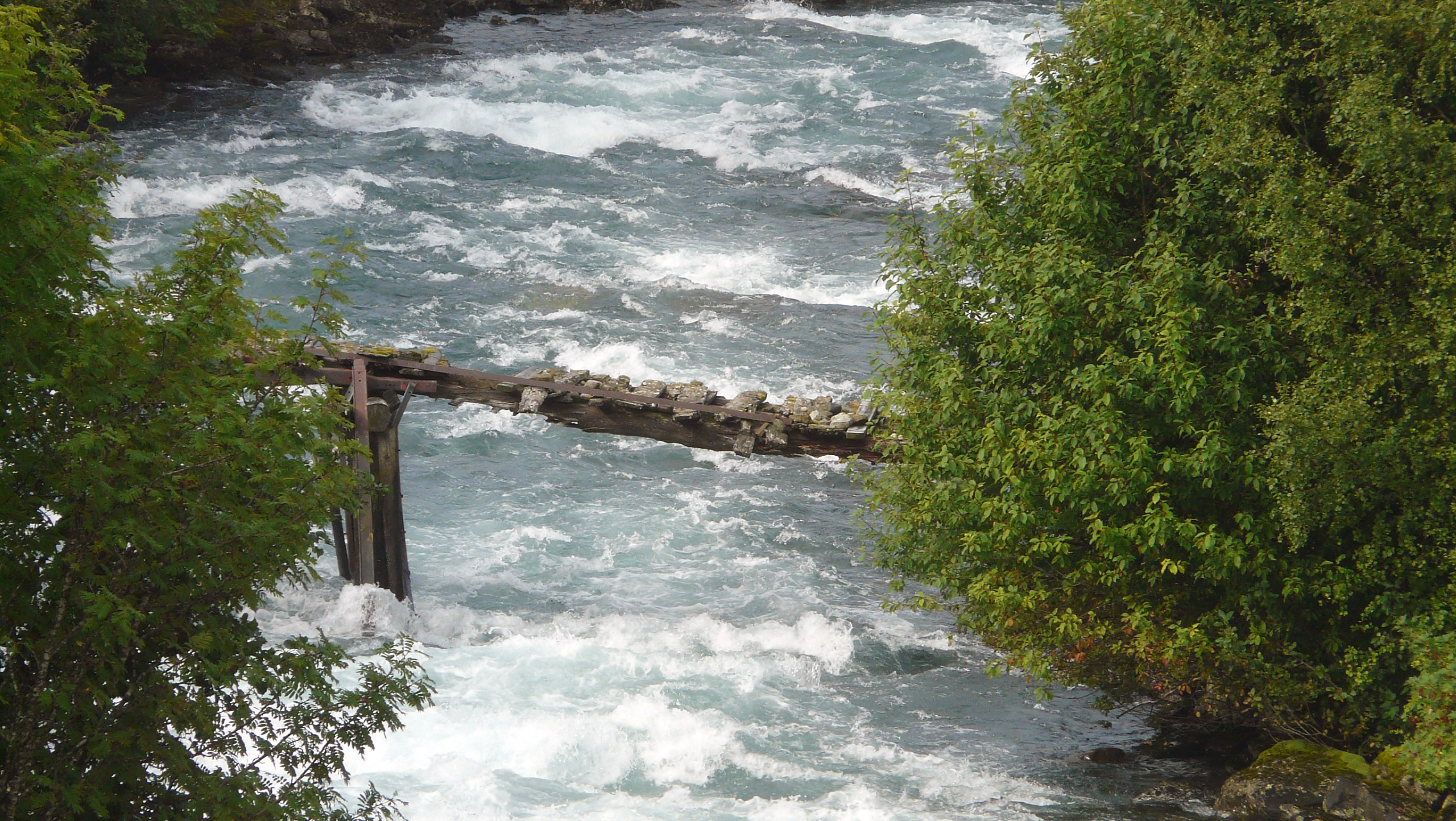
Маленький мост через северный рукав реки
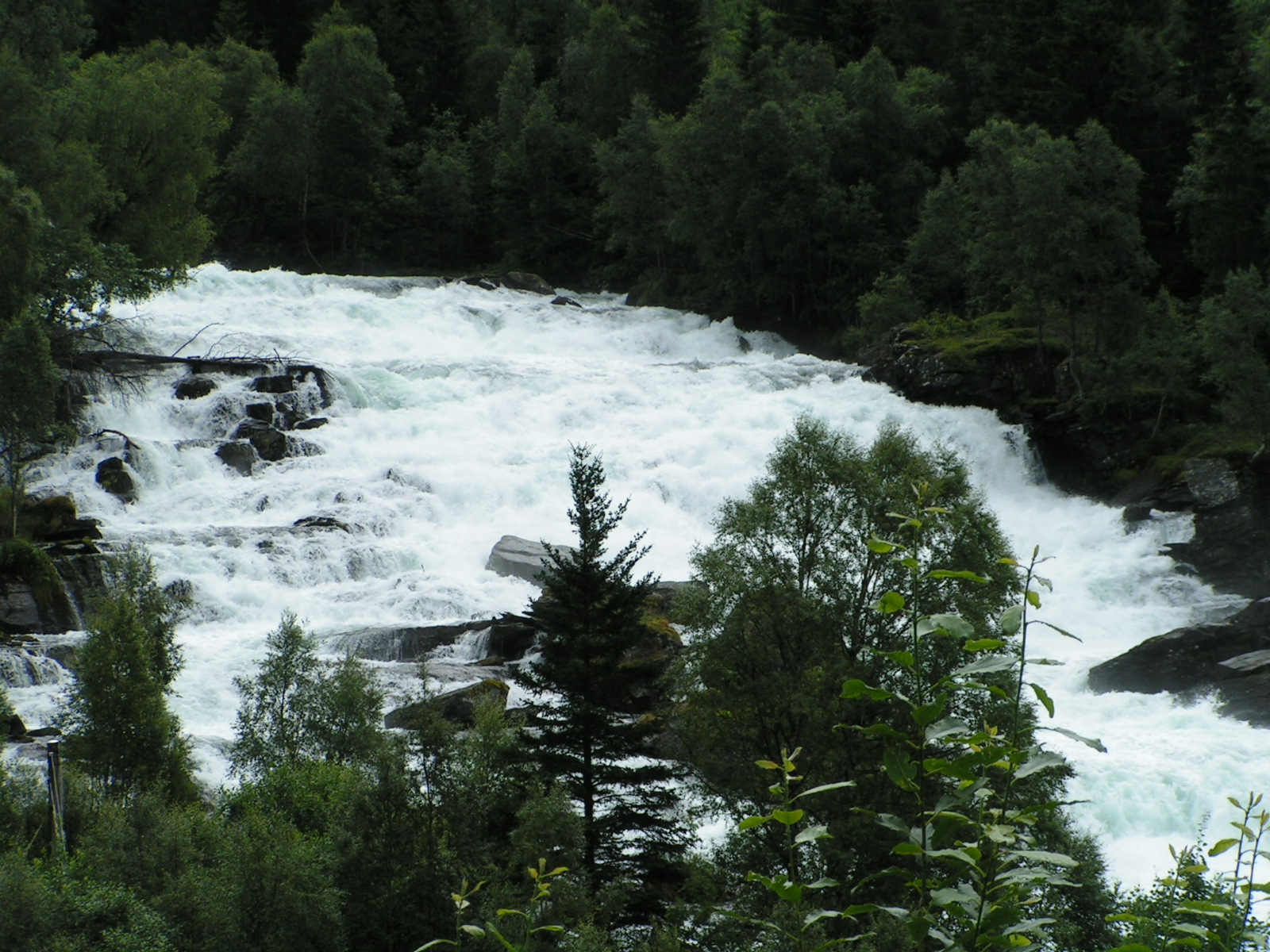
Водопад Валлестадфоссен